# (73845) 1996 RF3
1996 أر أف 3 (ويعرف أيضًا باسم (73845) 1996 أر أف 3 وفق تسمية الكوكب الصغير) (بالإنجليزية: 1996 RF3)‏ هو كويكب ضمن حزام الكويكبات؛ وترتيبه 73845 من حيث الاكتشاف.
اكتُشف هذا الجُرم الفلكي بواسطة Manolo Blasco ‏ في 6 سبتمبر 1996.

## وصلات خارجية
- (73845) 1996 RF3 في قاعدة بيانات مختبر الدفع النفاث لأجرام النظام الشمسي الصغيرة

- الاكتشاف · مخطط المدار ·  العناصر المدارية · المعلمات المادية

- (73845) 1996 RF3 على موقع ويكي سكاي: DSS2, SDSS, GALEX, IRAS, Hydrogen α, X-Ray, Astrophoto, Sky Map, Articles and images